# Saint-Ouen-la-Thène
Saint-Ouen település Franciaországban, Charente-Maritime megyében. Lakosainak száma 137 fő (2022. január 1.). Saint-Ouen-la-Thène Beauvais-sur-Matha, Bresdon és Siecq községekkel határos.

## Népesség
A település népessége az elmúlt években az alábbi módon változott:
| Lakosok száma | 180  | 153  | 147  | 141  | 115  | 107  | 114  | 125  | 128  | 137  |
|               | 1968 | 1982 | 1990 | 2006 | 2013 | 2015 | 2017 | 2019 | 2020 | 2022 |